# World Series of Poker 1979
1979 års World Series of Poker (WSOP) pokerturnering hölls vid Binion's Horseshoe.

## Inledande event
| Event                        | Vinnare                         | Pris (USD) | Tvåa                   |
| ---------------------------- | ------------------------------- | ---------- | ---------------------- |
| $10 000 Deuce to Seven Draw  | Bobby Baldwin                   | $90 000    | Byron "Cowboy" Wolford |
| $500 Seven Card Stud         | Gary Berland                    | $24 000    | Okänt                  |
| $1 000 Seven Card Stud Split | Gary Berland                    | $20 400    | Okänt                  |
| $600 Mixed Doubles           | Doyle Brunson och Starla Brodie | $4 500     | Okänt                  |
| $400 Ladies' Seven Card Stud | Barbera Freer                   | $12 720    | Okänt                  |
| $1 500 No Limit Hold'em      | Perry Green                     | $76 500    | Jim Bechtel            |
| $1 000 Ace to Five Draw      | Lakewood Louie                  | $22 200    | Okänt                  |
| $2 000 Draw High             | Lakewood Louie                  | $22 800    | Okänt                  |
| $1 000 Razz                  | Sam Mastrogiannis               | $22 200    | Okänt                  |
| $5 000 Seven Card Stud       | Johnny Moss                     | $48 000    | Okänt                  |
| $1 000 No Limit Hold'em      | Dewey Tomko                     | $48 000    | Duanne Hammrich        |

## Main Event
54 stycken deltog i Main Event. Varje deltagare betalade $10 000 för att delta.

Detta var första året en spelare visade upp en royal flush, då Lakewood Louie fick den berömda handen med sin hand K♦ 10♦.

### Finalbordet
| Placering | Namn               | Pris     |
| --------- | ------------------ | -------- |
| 1         | Hal Fowler         | $270 000 |
| 2         | Bobby Hoff         | $108 000 |
| 3         | George Huber       | $81 000  |
| 4         | Sam Moon           | $54 000  |
| 5         | Johnny Moss        | $27 000  |
| 6         | David "Chip" Reese | Inget    |